# Megalagrion vagabundum
Megalagrion vagabundum – gatunek ważki z rodziny łątkowatych (Coenagrionidae). Jest endemitem hawajskiej wyspy Kauaʻi.